# Dương Thục phi (Tống Độ Tông)
Dương Thục phi (chữ Hán: 
杨淑妃; ? - 1279), là một phi tần của Tống Độ Tông Triệu Mạnh Khải và là sinh mẫu của Tống Đoan Tông Triệu Thị.

## Tiểu sử
Dương Thục phi không được sử sách ghi chép nhiều, chỉ biết bà có họ Dương (杨氏), cha là Dương Phùng Thần (杨逢宸). Vào năm 1987, phát hiện mộ ở Chiết Giang, thông tin rằng bà là huyền tôn nữ của Dương Thứ Sơn (楊次山), anh trai của Cung Thánh Hoàng hậu của Tống Ninh Tông.
Không rõ bà nhập cung khi nào, được sơ phong Mỹ nhân (美人). Năm Hàm Thuần thứ 3 (1267), tấn phong làm Thục phi (淑妃).
Năm 1276, sau khi kinh thành Lâm An thất thủ về tay quân Nguyên, hoàng tộc Nam Tống hầu hết bị bắt làm tù binh, Triệu Thị tức Tống Đoan Tông được lập lên làm vua tại Phúc Châu, bà được tôn làm Hoàng thái hậu, tiếp tục cuộc kháng chiến chống Nguyên. Trong khi lẩn trách quân Nguyên, do bất cẩn, nên Tống Đoan Tông bị ngã xuống thuyền, suýt bị chết đuối. Sau khi được cứu, Tống Đoan Tông bị cảm nước, một tháng sau, bệnh càng nặng, rồi mất.
Tống đế Bính lên ngôi khi mới 7 tuổi, Lục Tú Phu thấy thế khó thoát mới thưa: "Việc nước đã như thế, bệ hạ nên chết vì xã tắc. Đức Hựu hoàng đế đầu hàng là đại sỉ nhục, bệ hạ không thể lại bị nhục được" rồi cùng Tống đế Bính đánh chìm thuyền nhảy xuống nước tự tử.
Dương Thái hậu nghe tin, vừa khóc vừa nói: "Ta cố gắng nhẫn nhịn mà sống đến ngày hôm nay cũng là vì giọt máu cuối cùng của họ Triệu. Bây giờ thì còn hi vọng gì nữa." rồi đâm đầu xuống nước mà chết theo. Triều Tống đến đó là chấm dứt.
Dương Thái hậu còn có một người con gái là Tấn Quốc công chúa (晋国公主), chết trên biển, không rõ sinh năm nào.